# Spermacoce uniseta
Spermacoce uniseta är en måreväxtart som beskrevs av Frederick Manson Bailey. Spermacoce uniseta ingår i släktet Spermacoce och familjen måreväxter. Inga underarter finns listade i Catalogue of Life.